# Alice et l'Épouvanteur
Ne doit pas être confondu avec Alice et l'Esprit frappeur.
Alice et l'Épouvanteur (titre original : Spook's: Alice) est le douzième tome de la série L'Épouvanteur signée Joseph Delaney. Paru en 2013, il est précédé par Le Pacte de Sliter et suivi par La Revanche de l'épouvanteur.
Les forces du mal se réunissent pour Halloween pour unifier le Malin. Tom se préparant à sacrifier Alice a besoin de « Douloureuse », la dague cachée en dessous du trône de son pire ennemi. Alice sera-t-elle capable de survivre à ses pires ennemis qui l'attendent dans le but de la détruire et à ramener la dernière dague qui servira à la tuer?

## Résumé
Dans sa quête de destruction du Malin, Thomas Ward dut accomplir un dangereux rituel lors de la prochaine fête d'Halloween. Pour cela il avait besoin de trois objets sacrés, trois armes. Les deux premières étaient déjà en sa possession. La dernière, "Douloureuse" était cachée sous le trône du Malin. Pour la récupérer Alice gagna alors l'obscur où le dieu Pan l'aida à traverser son territoire.
Sur le chemin, Alice rencontra Thorne, l'ancienne apprentie de Grimalkin. Ensemble elles parvinrent à échapper au Kretch ainsi qu'à plusieurs Skelts avant d'arriver dans une ville hideuse. Utilisant leur flaire, les jeunes sorcières localisèrent rapidement le prochain portail dans la Basilique. Thrones prétendit connaitre un passage pour pénétrer dans le bâtiment, et guida Alice dans un piège, tout droit vers Betsy Gartton.
Alors qu'elle était en apprentissage au près de Lizzie l'Osseuse, Alice avait déjà eu l'occasion de rencontrer Betsy. En effet Lizzie l'Osseuse avait eu besoin de treize sorcières d'eau et un sacrifice de sept enfants pour obtenir les pouvoirs que renfermaient un oeuf en cuire. Au dernier moment Alice n'avait pas voulu participer à cela et avait pris la fuite. Mais sur le chemin, elle avait fait la rencontre du Malin, dissimulé sous les traits d'un jeune garçon, qui lui avait alors apprit l'ampleur de ses pouvoirs. C'est donc seule qu'Alice avait vaincu l'ensemble des sorcières d'eau. Et alors qu'elle était en train de s'échapper avec les enfants, elle avait croisé la route de Betsy. Celle-ci avait voulu mettre la main sur l'oeuf, en conséquence de quoi Alice l'avait envoyé dans la marre. Betsy, ne savant pas nager, s'était vulgairement noyée.
Thrones avait rapidement regretté son choix et était venu en aide à Alice. Ainsi, ensemble, elles réussirent à vaincre Betsy. Leur périple les fit croiser Lizzie l'Osseuse, Mère Malkin ou encore Tusk, le semi-homme, mais elles parvinrent toutefois à trouver la salle du trône, ainsi que Raknid. Alice avait déjà eu l'occasion de rencontrer Raknid auparavant, cela s'était passé un mois avant la découverte de l'oeuf de cuir. Lizzie lui avait alors fait passé l'Épreuve, au cours de laquelle Raknid avait prédit qu'elle deviendrait une adversaire de l'obscur, ce qui ce révélait exact.
La dague n'était pas au pied du trône du Malin comme elles l'avaient espéré, Raknid l'avait dissimulé au sommet de sa toile. Alice dû donc utiliser une quantité importante de pouvoir, et se rapprocher ainsi du point de non retour. Mais elle parvint à faire s'enflammer la toile de Raknid qui tomba et que Thrones put, de cette façon, achever. Douloureuse en sa possession, Alice, aider de Thrones, regagna rapidement le domaine de Pan. Le Dieu lui fit promettre de répondre à son appel quand celui-ci le désirera, ce qu'Alice accepta. Avant de quitter l'obscur Alice jeta un coup d'oeil à la marque sur sa cuisse et s'aperçut avec grand plaisir que celle-ci n'était pas encore totalement ronde. Il restait un espoir.
De retour à Chipenden, Alice tomba sur Grimalkin, la sorcière avait deux nouvelles pour elle. La mauvaise nouvelle était qu'Alice n'avait finalement pas besoin de descendre dans l'Obscur. La dague n'était d'aucune utilité. En revanche, la bonne nouvelle était qu'elle n'allait pas être sacrifier par la lame de Tom. Elle allait utiliser le Codex du Destin. Celui qui réussirait à le lire à haute voix et d'une traite, sans faire aucune erreur, obtiendrait alors l'invulnérabilité et l'immortalité. Personne n'y était jamais parvenu, mais Grimalkin en était convaincue, Alice pouvait le faire !